# سي جي تي إن الفرنسية
CCTV بالفرنسية هي قناة تلفزيونية وطنية لجمهورية الصين الشعبية. و هي قناة عامة ناطقة بالفرنسية تنتمي إلى تلفزيون الصين المركزي (بالماندرين:中国中央电视台)، و هي واحدة من المؤسسات الحكومية الرسمية الصينية.
ظهرت في 2007، و هي قناة متخصصة ضمن مجموعة "CCTV" وتبث على أقمار صناعية مختلفة في جميع أنحاء العالم، 24 ساعة على 24.

## تاريخ القناة
من 1 أكتوبر 2007، "CCTV-F" هي واحدة من القناتين الإثنتين "CCTV-E&F" (إسبانية وفرنسية) اللتين إنقسمتا إلى قناتين منفصلتين. و تبث هذه القنوات على 3 أقمار صناعية في إفريقيا وأسيا و أوروبا.

## برنامج البث
غالبا ما تبث القناة برامج إخبارية وتعليمية و برامج عامة وهي:
- نشرة الأخبار في كل الساعات.
- أفلام وثائقية.
- مسلسلات صينية بترجمة كتابية فرنسية.
- دروس صينية بالفرنسية: برنامج " " (الصين اليوم) ثم عوض بعد ذلك إلى " " (الصين في السفر).
- ""24h en Chine"" أخبار عن الصين.
- ""Monde de l´Économie"" أخبار الاقتصاد.
- ""Culturama"" أخبار الثقافة.
- ""15 Minutes Chrono"" أخبار الرياضة.
- ""Asie Infos"" أخبار أسيا.
- ""Rencontres"" مقابلات مع شخصيات.
- ""À la découverte de la Chine"" الثقافة والحضارة في الصين.
- ""Arts et Spectacles "" موسيقى وأوبرا و أكروبات وأغاني.
- ""Objectif, Chine"" برنامج المجلات والجرائد.
- ""Carnet de route"" برنامج السفر.
- ""?Le saviez-vous"" تاريخ الصين.
- ""Le chinois au quotidien"" تعليم اللغة الصينية.
- ""Kaléidoscope"" الموضة في الصين.

## البث
تبث القناة في جميع أنحاء العالم، بالأقمار الصناعية وعلى الهواء مباشرة في موقعها الرسمي على الأنترنت. و تبث أيضا على بالكابل و مرتبطة ADSL في فرنسا، و مع ذلك، تبث في أفريقيا بسبب العلاقات الدولية المفضلة بين أفريقيا وجمهورية الصين الشعبية.

CCTV-F تشتغل على كل من الأقمار الاصطناعية التالية:
- شاينا سات 6 بي: آسيا، المحيط الهادئ.
- إتولسات وي 7: إفريقيا جنوب الصحراء.
- غلاكسي 3 سي: أمريكا الشمالية.
- أنتلسات 9: أمريكا الجنوبية.

في 26 يونيو 2012، سمحت لجنة الإذاعة والتلفزيون و الاتصالات السلكية واللاسلكية الكندية للقناة بالبث في كندا.

## مقالات ذات صلة
- تلفزيون الصين المركزي.
- مقر تلفزيون الصين المركزي.

## روابط خارجية
- نسخة محفوظة 1 فبراير 2013 على موقع واي باك مشين. الموقع الرسمي للقناة الفرنسية.